# Bataille de Nisibe
La bataille de Nisibe a lieu à l'été 217 entre les armées de l'empereur romain Macrin et du roi parthe Artaban IV.
Elle conclut la guerre (en) que l'empereur Caracalla, prédécesseur de Macrin, avait déclenchée en 216 contre l'empire Parthe. Caracalla avait demandé en mariage la fille d'Artaban IV. D'après la plupart des sources, fondées sur Dion Cassius, Caracalla prit prétexte du refus du roi parthe pour déclencher la guerre. D'après Hérodien, au contraire, Artaban avait fini par consentir au mariage et Caracalla s'était rendu avec son armée près de Ctésiphon pour célébrer le mariage en compagnie des Parthes désarmés. Il avait alors ordonné leur massacre, auquel Artaban avait échappé de justesse.
Caracalla meurt assassiné par un officier prétorien, Iulius Martialis, le 8 avril 217 entre Édesse et Carrhes alors qu'il préparait une nouvelle campagne. Le préfet de la garde prétorienne, Macrin, probable instigateur du meurtre, devient empereur et doit à ce titre affronter la vengeance d'Artaban IV, qui rassemble une puissante armée de cavaliers et de chameliers.
Les romains leur opposent leur infanterie soutenue sur les flancs par la cavalerie des auxiliaires maure. Ils entreprennent d'abattre les montures adverses à l'aide de chausse-trapes pour forcer le combat au corps-à-corps. La bataille dure trois jours et se conclut par un sanglant statu quo, les deux camps ayant à déplorer de lourdes pertes. Macrin est toutefois contraint de demander la paix. Il verse aux Parthes une indemnité de 200 millions de sesterces et renonce à l'invasion de la Mésopotamie entreprise par son prédécesseur.